# Torrontés
Torrontés es el nombre dado a algunas variedades de uvas blancas de España, Portugal y Argentina.

## Torrontés en España
Los vinos blancos de Ribadavia, que se comercializaban por Europa ya en los siglos XV y XVI, se hacían con cepas escogidas de torrontés y treixadura plantadas en zonas altas. Estos vinos estaban bien elaborados y se vendieron en el extranjero hasta que se prohibieron las exportaciones a finales del siglo XVI. En 1772 se registró su cultivo en el valle del Salnés. En la actualidad la torrontés se cultiva en la zona de las Rías Baixas, sobre todo para elaborar los mejores vinos de Ribeiro, en la provincia de Orense.
En Andalucía se sabe que en 1482 se usaba torrontés en Chipiona (en el actual Marco de Jerez) para elaborar los vinos llamados "de romanía". Aunque se mantuvo hasta el siglo XIX, en la actualidad la torrontés ya casi ha desaparecido del Marco de Jerez. En la actualidad su cultivo en Andalucía está prácticamente limitado a la región de Montilla-Moriles, en la provincia de Córdoba.
La torrontés se cultiva en el centro de la península ibérica, al menos, desde el siglo XVI, cuando fue referida por Alonso de Herrera en su obra Agricultura general. La torrontés de la zona central se concentra en los municipios de Valdilecha, Campo Real, Sacedón, Tarancón y Fuente de Pedro Naharro. Aunque la torrontés fue mencionada a lo largo de los siglos en diversos trabajos, se sabía muy poco de esta variedad hasta el estudio realizado por Oliva Ruiz y Belén Bonillo en 1998. En Valdilecha se mezcla con otras variedades, como la airén y la Jaén, para la elaboración de vinos blancos secos.

## Torrontés en Argentina

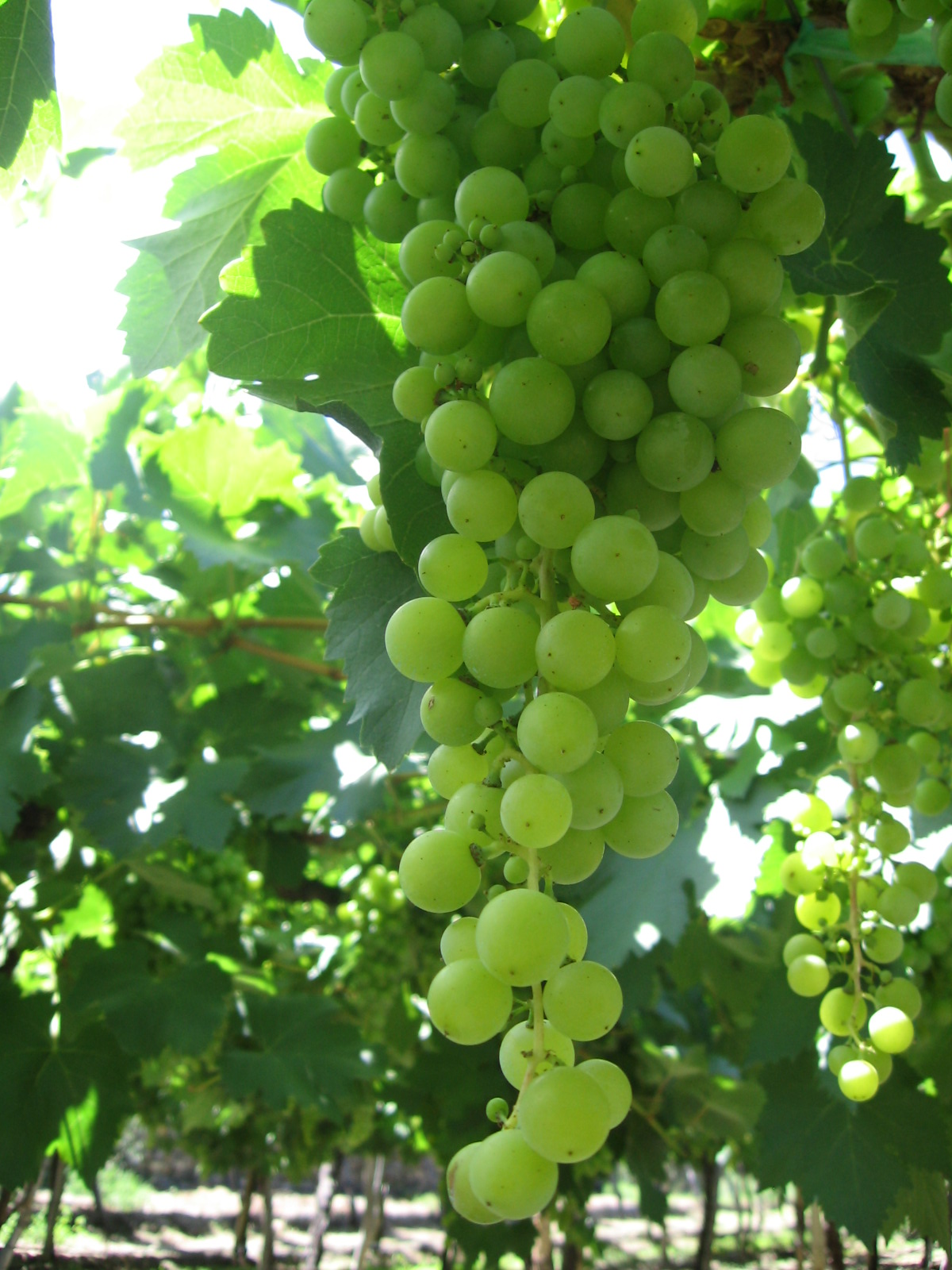
Racimo de torrontés en Argentina.

La torrontés es una uva blanca argentina que produce un vino fresco, aromático, con una acidez moderada, una textura suave al paladar y aromas distintivos a durazno y damasco. Existen tres variedades de torrontés en Argentina: torrontés riojano (la más común), torrontés sanjuanino y torrontés mendocino. La torrontés riojano es la que ha recabado más atención por la calidad de sus vinos, y es la variedad usada por la mayoría de los vinos argentinos etiquetados como torrontés.
Estas tres cepas son relativamente similares pero tienen diferencias apreciables. La torrontés riojano y la torrontés sanjuanino tienden a tener grandes racimos con uvas pálidas mientras que la torrontés mendocino tiene racimos más pequeños y apretados con uvas de un color amarillo oscuro. La torrontés riojano es la más aromática de las tres, con un aroma que recuerda los vinos de moscatel y a gewürtztraminer. La menos aromática, y la menos plantada, es la torrontés mendocino, y las plantaciones de torrontés sanjuanino están decreciendo. Estas tres cepas pertenecen al grupo de uvas criollas, que es un término usado para las uvas de vino vitis viniferas europeas que han sido sometidas a un proceso de selección por americanos.

### Origen y parentesco con otras uvas
Las recientes investigaciones de su perfil de ADN han demostrado que las tres cepas argentinas torrontés son parientes cercanas. La torrontés riojano es un cruce entre la moscatel de Alejandría y la criolla chica (listán negro, que también fue conocida como misión en Norteamérica).  La torrontés sanjuanino también es otro cruce distinto entre la moscatel de Alejandría y la criolla chica. La torrontés mendocino probablemente sea un cruce de la moscatel de Alejandría y otra uva no identificada. Aunque la presencia de la moscatel en el parentesco de la torrontés era algo esperado por los invesgiadores, la presencia de la uva misión/criolla chica fue inesperada para los investigadores.

### Provincias argentinas
La torrontés crece por toda Argentina y su superficie está en aumento. Parte de este incremento viene del aumento de las exportaciones de vino argentino, ya que la uva ha tenido éxito en Estados Unidos, Reino Unido y otros lugares, pero también ha sido por una mejor comprensión e identificación de las diferentes cepas de torrontés, que han permitido contabilizar mejor las plantaciones. Durante mucho tiempo (hasta finales del siglo XX) la torrontés estaba detrás de la Pedro giménez y de la ugni blanc en la lista de variedades blancas más plantadas de argentina. Desde comienzos del siglo XXI, la disminución de las plantaciones de esas dos variedades y el aumento de popularidad de la torrontés permitieron que las superase y que se convirtiese en la variedad blanca argentina más plantada, posición que mantenía en 2008.
Las diferentes cepas de torrontés han desarrollado su nicho en diferentes áreas de Argentina. La torrontés riojano es ampliamente plantada en la zona de La Rioja (donde es la uva más plantada) y en la provincia de Salta. En Salta, la uva es plantada a menudo en zonas arenosas a grandes altitudes, a unos 1600 m sobre el nivel del mar. Ahí, las condiciones del clima ayudan a esta cepa a mantener la acidez elevada y unos sabores fuertes.
En la árida provincia de San Juan, la torrontés sanjuanino se encuentra plantada en cantidades muy inferiores a las de la torrontés riojano. La torrontés mendocino es, de lejos, la cepa menos plantada. La torrontés mendocino se encuentra sobre todo al norte de la provincia de Río Negro.

### El resto de Sudamérica
La torrontés también está cultivada en Chile. Según la ODEPA (Oficina de Estudios y Políticas Agrarias) su cultivo corresponde a 1062 ha en el año 2010. En 1996 Jancis Robinson destacó que había varios centenares de hectáreas de "torontel", pero estas plantaciones probablemente sean de la variedad torrontés de Galicia, España. Además, la torrontés a menudo es cultivada en Chile con el sinónimo moscatel de Austria. Es probable que la moscatel de Austria sea la torrontés sanjuanino.
Según el experto en vino Oz Clarke, la mayor parte de las plantaciones de torrontés de Chile son de torrontés riojano y esta uva es usada sobre todo para la producción de brandy chileno, conocido como pisco.
La torrontés también está cultivada en Samaipata, Bolivia.

## Sinónimos

### Albillo mayor (torrontés en Galicia, España)
Durante muchos años se ha creído que la torrontés de Sudamérica era la misma variedad que la torrontés de Galicia, conocida también como albillo mayor. Se creía que se había producido esta difusión debido, en parte, a la frecuente emigración de trabajadores gallegos a Argentina a lo largo de la historia. De hecho, algunos expertos en vino, como Jancis Robinson en 1986, suscribieron esto en sus libros sobre variedades de uvas. No obstante, la evidencia del ADN demostró que es probable que no hubiese parentesco entre esta torrontés española y la argentina y las ediciones más recientes de Robinson añaden estos descubrimientos.
Otros sinónimos de la albillo mayor son: abillo, albilla, albilla mayor, albillo, aris, blanca del país, blanco del país, doradilla, monastrell blanco, morrastell blanco, pardina, picadillo, picadillo blanco, tarrantes, terrantes, torontel, torrantes, turrondés, turruntés, turruntés de La Rioja y turruntez.

### Alarije (España)
En el siglo XX se descubrió que las variedades españolas conocidas como alarije, torrontés de Madrid y malvasía de Rioja eran idénticas. La alarije es un cruce entre la gibi (hebén) y la planta nova. Dos sinónimos de la alarije son torrontés y turrontés.
Otros sinónimos de la alarije son: arin, acería, acerías, dorada, alarije dorado, alarije verdoso, alaris, alariz, aris, ariz, barcelonés, blanca roja, blanca roya, blanco fino, blanquirroja, cagazal, coloraillo gordo, coloraillo pequeño, esclafacharra, esclafacherri, malfar malvasia, malvasia blanca, malvasia común, malvasia de rioja, malvasia riojana, pirules dorada, pirules verde, rojal, rojal blanco, royal, suavidad, subirat, subirat parent, tobia, toloca, uva de arroba, verdeja, villanueva y villanueva de la serena.

### Puerto alto (España)
La variedad española puerto alto es conocida también como torrontés de Montilla, empinadillo, portuarto y portuato.

### Zalema (España)
La uva española zalema también es conocida como torrontés de Montilla, ignobilis, perruna rebazo, salemo, salerno, zalemo y zalemo rebazo.

### Bical (Portugal)
La uva portuguesa bical también es conocida como torrontes, arinto de alcobaca, barrado das moscas, bical de bairrada, borrado das moscas, fernao pires do galengo, ernao pires galego, pedro, pintado das moscas y pintado dos pardais.

### Malvasía fina (Portugal)
La uva portuguesa malvasía fina es un cruce entre la hebén y la alfrocheiro preto. También es conocida como torrontés. Otros sinónimos de la malvasía fina son: arinto, arinto cachudo, arinto do dao, arinto du dao, arinto galego, arinto-arinto, assario, assario branco, boal, boal branco, boal, cachudo, boal, cachudo do Ribatejo, boal da graciosa, boal da Madeira, boal de Madere, bual, cachudo, cercial de madere, false, clairette, galego, gual, lágrima blanc, malmsey, malvasia galega, tamarezhino y terrantes do pico.
Paralelamente, la trebbiano también tiene como sinónimo malvasía fina, aunque en Portugal a la trebbiano se la conoce como thalia.

### Fernão pires
La uva portuguesa fernão pires tiene como sinónimo torrontés. Otros sinónimos de esta variedad son: camarate, fernam pires, fernan piriz, fernão pirão, fernao pires, fernão pires do beco, gaeiro, gaieiro, maria gomes, molinha y molinho.

### Terrantez
La uva portuguesa terrantez es conocida también con el sinónimo torrontés portugués.